# روح‌سوار (رابی رایز)
روح‌سوار با نام اصلی روبرتو "رابی" رایز یک شخصیت خیالی ابرقهرمان در کتابهای کمیک آمریکایی منتشر شده توسط مارول کامیکس است. او پنجمین شخصیت مارول است که بعد از  کارتر اسلید (قهرمان کمیک‌های ژانر وسترن که بعداً با نام فنتوم رایدر شناخته شد)، جانی بلیز، دنی کچ و الخاندرا جونز از نام روح‌سوار استفاده می‌کند.
این شخصیت توسط گابریل لونا در مجموعه تلویزیونی مأموران شیلد، که به دنیای سینمایی مارول متصل است نقش آفرینی کرد. لونا قرار است این نقش را در سریال جدید ام سی یو که در مورد همین شخصیت است و از هولو پخش می‌شود بازی کند.